# Masakra na uniwersytecie w Kencie
Masakra na uniwersytecie w Kencie – zdarzenie, które miało miejsce 4 maja 1970 roku w mieście Kent w stanie Ohio, w Stanach Zjednoczonych. Oddziały Gwardii Narodowej zastrzeliły 4 studentów i zraniły 9 następnych.
Masakra była kulminacją kilkudniowych protestów przeciw amerykańskiej interwencji militarnej w Wietnamie. Zabicie nieuzbrojonych studentów wywołało masowe protesty w kraju: na skutek strajku 4 milionów studentów przestały pracować setki szkół wszystkich stopni.

## Geneza
Richard Nixon został wybrany na prezydenta w 1968, obiecując szybkie zakończenie wojny. Zobowiązań jednak nie spełnił, a w listopadzie 1969 opinia publiczna dowiedziała się o masakrze dokonanej na wietnamskich cywilach w Mỹ Lai. W grudniu tegoż roku ogłoszono w Stanach Zjednoczonych przymusowy pobór, zaś w kwietniu 1970 prezydent ogłosił zamiar inwazji na Kambodżę. Wszystkie te czynniki powodowały, że poparcie społeczne dla wojny ciągle malało.

## Przebieg

### Piątek, 1 maja
Na placu apelowym Uniwersytetu zebrała się duża grupa studentów przeciwnych wojnie. Zamieszki w mieście rozpoczęły się około północy, kiedy to grupa nietrzeźwych chuliganów zaczęła demolować samochody i obiekty handlowe. Zanim na miejsce sprowadzono policję, około 100 osób zebrało się na ulicy przy ognisku. Funkcjonariusze zostali obrzuceni butelkami po piwie, ale po godzinie udało się w Kencie zaprowadzić porządek.

### Sobota, 2 maja
Zamieszki w mieście przybrały na sile. Doszło do podpalenia jednego z wojskowych budynków (podpalaczy nigdy nie wykryto), a wzburzony tłum nie pozwalał gasić pożaru. O godzinie 10 wieczorem Gwardia Narodowa weszła na teren kampusu. Dokonano licznych aresztowań, użyto gazu łzawiącego i pałek.

### Niedziela, 3 maja
Do niedzieli 3 maja na miejsce sprowadzono tysiąc gwardzistów. Niektórzy właściciele sklepów twierdzili, że otrzymywali telefoniczne groźby od anonimowych ludzi, którzy kazali im eksponować w oknach znaki sprzeciwu wobec obecności Gwardii. Podczas konferencji prasowej gubernator Jim Rhodes nazwał protestujących nie-Amerykanami i określił ich mianem „rewolucjonistów nastawionych na zniszczenie edukacji w Ohio”.
W ciągu dnia niektórzy studenci przyszli do centrum miasta, by pomóc uprzątnąć zniszczenia po zamieszkach. Pod naciskiem przestraszonych obywateli burmistrz miasta zapowiedział jednak godzinę policyjną.
Wieczorem na placu apelowym miała miejsce kolejna zbiórka. Około 20:45 Gwardia Narodowa użyła gazu łzawiącego i rozpędziła tłum, który zebrał się jednak wkrótce w innej części miasta. Studenci domagali się spotkania z burmistrzem, ale o 23:00 Gwardia poinformowała o rozpoczęciu godziny policyjnej i użyła siły, by zmusić demonstrantów do rozejścia się. Rannych zostało 10 gwardzistów, co najmniej jeden student został ugodzony bagnetem.

### Poniedziałek, 4 maja
Władze uczelni rozpowszechniły 12 tysięcy ulotek informujących, że planowany wiec studentów został odwołany. Mimo to 2000 osób zebrało się na głównym placu kampusu. Zbiórka miała charakter pokojowy; głos zabrała jedna osoba, jednak Gwardia Narodowa zdecydowała się zlikwidować wiec na wypadek nagłych zmian nastrojów. Późnym rankiem do demonstrantów przybył wysłannik policji, który nakazał im albo rozejść się, albo dać się aresztować. W odpowiedzi tłum obrzucił jego samochód kamieniami. Koło południa gwardziści użyli gazu łzawiącego, jednak z powodu wiatru broń ta nie była skuteczna. Dały się słyszeć okrzyki „Świnie precz z kampusu!”. Gwardziści skierowali naładowaną broń w stronę tłumu w nadziei, że przekona to protestujących do rozejścia się. Tłum jednak pozostawał wzburzony i gwardziści zaczęli powoli się wycofywać. Podążała za nimi grupa demonstrantów. Wtedy to padły strzały, na skutek których zginęły cztery osoby, a 9 następnych zostało rannych. Dwoje z zabitych było uczestnikami zamieszek, natomiast druga dwójka przechodziła z jednego miejsca zajęć na drugie. Słynne stało się zdjęcie, na którym czternastolatka klęczy nad ciałem martwego kolegi.

## Reakcje
Śmierć przypadkowych osób wywołała liczne protesty wśród studentów całych Stanów Zjednoczonych. Pięć dni po masakrze 100 tysięcy ludzi protestowało w Waszyngtonie przeciwko udziałowi wojsk amerykańskich w wojnie wietnamskiej.